# Ilira

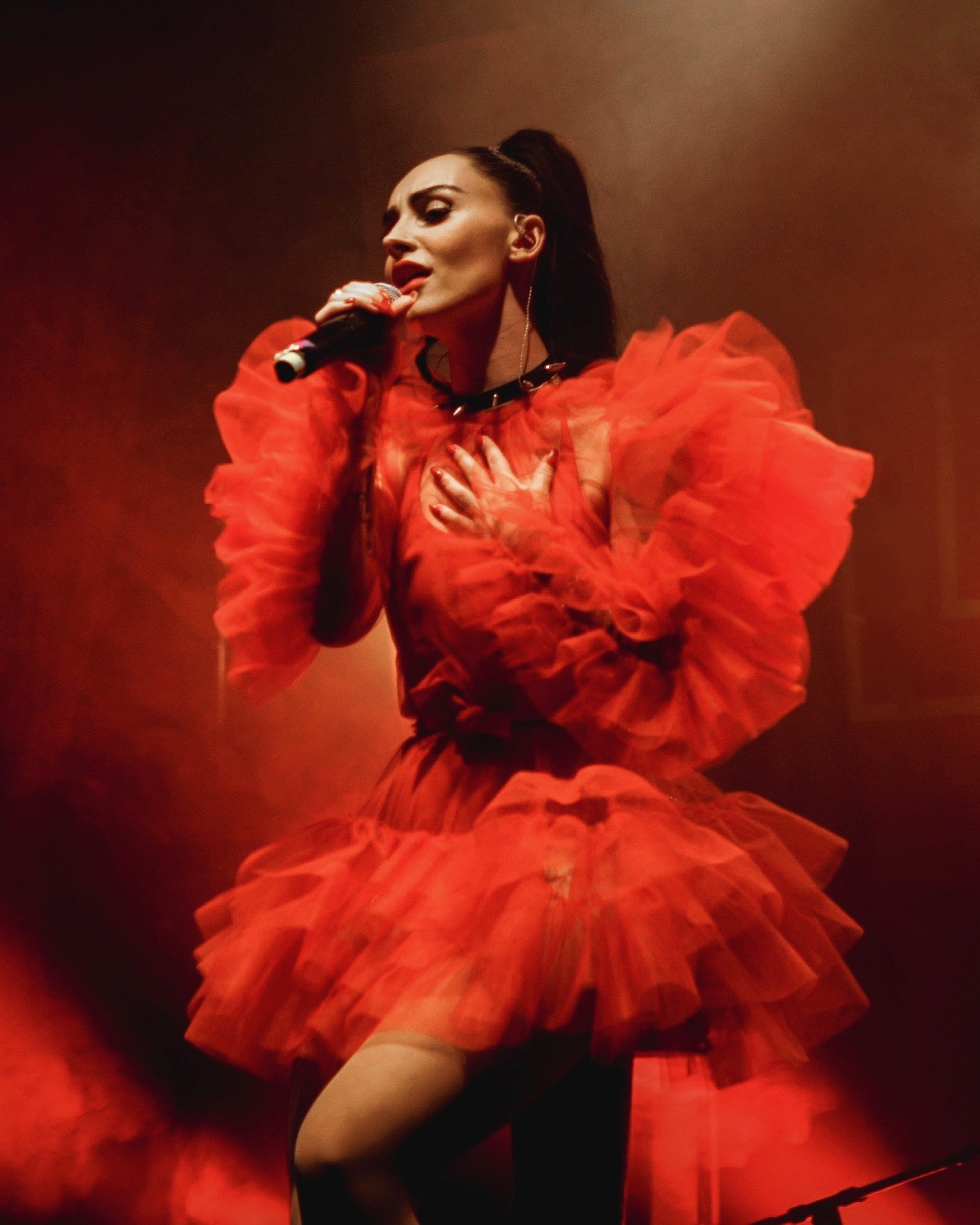
Ilira in Berlin (2019)

Ilira (* 29. Oktober 1994 als Ilira Gashi in Brienz; Eigenschreibweise ILIRA) ist eine Schweizer Sängerin und Songwriterin, die bei dem Label Virgin Records im Betrieb der Universal Music Group unter Vertrag steht.

## Leben
Ilira wuchs als Tochter kosovo-albanischer Eltern im schweizerischen Brienz am Brienzersee auf. Das Abitur absolvierte Ilira in einer musikbetonten Spezialklasse des Goethe-Gymnasium/Rutheneum in Gera und lebte zu der Zeit im Internat der Stadt Gera. 2019 lebte Ilira in London.

## Karriere
Als Jugendliche hatte sie erste Auftritte im Schweizer und im albanischen TV. Im Jahr 2010 nahm Ilira mit ihrer damaligen Band The Colors an der Schweizer Vorausscheidung zum Eurovision Song Contest teil und belegte mit dem Song Home den dritten Platz. Erfolgreich wurde sie vor allem durch Instagram, wo sie diverse Video-Snippets veröffentlichte, die unter anderem die Aufmerksamkeit von Prinz Pi erregten.
Ilira zog anschließend nach Deutschland und unterschrieb einen Managementvertrag bei 50/50 und einen Verlagsvertrag mit Sony/ATV Music Publishing. Anschließend tourte sie durch Deutschland. Unter anderem trat sie beim Holi Festival auf.
Im August 2018 unterschrieb sie bei Four Music. Am 24. August 2018 erschien ihre Debütsingle Whisper My Name. Ihre erste Chartplatzierung gelang ihr zusammen mit Alle Farben und der Single Fading, die sich vier Wochen an der Spitze der deutschen Airplay-Charts hielt, über 100 Millionen Mal gestreamt wurde und mehrfach internationale Gold- und Platinauszeichnungen erhielt. Das Lied wurde von Ilira mitgeschrieben. In den deutschen Airplay Charts erreichte der Song Platz 1 und konnte sich dort insgesamt vier Wochen halten. Das Video hierfür wurde in Los Angeles unter der Regie von Zak Stolz gedreht.
Bei MTV wurde sie für den Europe Music Award als beste Newcomerin nominiert, und neben ihren musikalischen Erfolgen erhielt Ilira verschiedene Preise und Awards, unter anderem den „BUNTE New Faces Award“ 2019.
Am 31. Dezember 2019 trat sie bei der Silvesterparty am Brandenburger Tor auf. Einen weiteren Auftritt in Deutschland hatte sie am 1. Juni 2020 im ZDF-Fernsehgarten.
2020 erreichte sie zusammen mit DJ Tiësto Platz 14 der US-Dance-Charts mit ihrem selbstgeschriebenen Song Lose You. Ihre Single Dynamite zusammen mit Vize erreichte innerhalb einiger Monate bereits über 30 Millionen Streams.
Anfang 2021 unterschrieb sie einen neuen Managementvertrag bei Philipp Willms Management in Berlin und SoundCollective London. Ende 2021 erfolgte dann eine weitere Unterschrift beim Label Virgin Records.
Ilira arbeitet in Los Angeles, London und Berlin mit verschiedenen Partnern zusammen. Ihr Song Flowers erschien am 17. Dezember 2021 als erste Solo-Single.

## Diskografie
Singles
- 2018: Whisper My Name
- 2018: Fading (mit Alle Farben)
- 2018: Level Up (mit Jumpa & Muntu)
- 2018: Get Off My D!ck
- 2019: Do It Yourself
- 2019: Diablo (mit Juan Magán)
- 2019: Pay Me Back!
- 2019: Extra Fr!es
- 2020: Royalty
- 2020: Fuck It, I Love It!
- 2020: Ladida (My Heart Goes Boom) (mit Crispie; #1 der deutschen Single-Trend-Charts am 14. August 2020[15])
- 2020: Eat My Brain
- 2021: Dynamite (mit Vize)
- 2021: Alien (mit Galantis, Lucas & Steve)
- 2021: Flowers
- 2022: Clean Break

Als Gastsängerin
- 2016: Stay High (Jumpa & Bad Paris feat. Ilira)
- 2016: Wasted (Jumpa feat. Ilira)
- 2017: Afterglow (Jumpa feat. Ilira)
- 2017: Lost Without You (Jumpa feat. Ilira)
- 2017: Ain’t Growing Up (Jumpa feat. Ilira)
- 2019: Growing Up (Funcc. & Tee Peters feat. Epifania & Ilira)
- 2020: Best of Us (als Teil von Wier)
- 2020: Lose You (Tiësto feat. Ilira)
- 2021: Anytime (Phil the Beat x Ilira; #2 der deutschen Single-Trend-Charts am 25. Juni 2021[16])

Beiträge für Sampler
- 2020: I’m Gonna Stay (mit Emmie Lee Epstein, Dein-Song-Siegerlied)
- 2020: All I Want for Christmas Is You (Album: So klingelt Weihnachten)

## Auszeichnungen für Musikverkäufe
| Goldene Schallplatte - Brasilien - 2024: für das Lied Lose You - Polen - 2024: für die Single Alien - Spanien - 2024: für die Single Fading - Ungarn - 2024: für die Single Dynamite | 2× Platin-Schallplatte - Polen - 2021: für die Single Fading |

Anmerkung: Auszeichnungen in Ländern aus den Charttabellen bzw. Chartboxen sind in ebendiesen zu finden.
| Land/RegionAuszeichnungen für Musikverkäufe (Land/Region, Auszeichnungen, Verkäufe, Quellen) | Gold     | Platin     | Verkäufe | Quellen             |
| -------------------------------------------------------------------------------------------- | -------- | ---------- | -------- | ------------------- |
| Brasilien (PMB)                                                                              | Gold1    | —          | 20.000   | pro-musicabr.org.br |
| Deutschland (BVMI)                                                                           | 2× Gold2 | —          | 400.000  | musikindustrie.de   |
| Österreich (IFPI)                                                                            | 2× Gold2 | —          | 30.000   | ifpi.at             |
| Polen (ZPAV)                                                                                 | Gold1    | 2× Platin2 | 65.000   | olis.pl             |
| Schweiz (IFPI)                                                                               | —        | Platin1    | 20.000   | musikwoche.de       |
| Spanien (Promusicae)                                                                         | Gold1    | —          | 30.000   | elportaldemusica.es |
| Ungarn (MAHASZ)                                                                              | Gold1    | —          | 2.000    | slagerlistak.hu     |
| Insgesamt                                                                                    | 8× Gold8 | 3× Platin3 |          |                     |